# 프랭크 에이킨

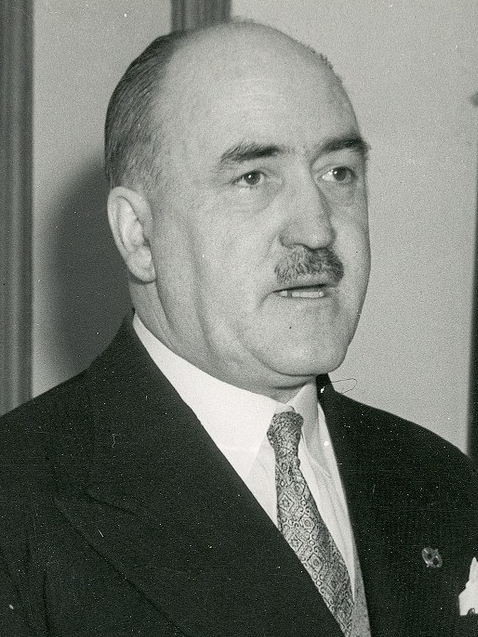

프랭크 에이킨(영어: Frank Aiken, 아일랜드어: Proinsias Mac Aodhagáin, 1898년 2월 13일 ~ 1983년 5월 18일)은 아일랜드의 정치인으로, 아일랜드 공화국군(IRA) 참모총장을 지냈다. 본래 신페인당 소속이었으나 탈당하여 피아나 팔의 창당 당원으로 참여했다. 1923년 총선 때 달 에런에 입성하여 1973년까지 의원직을 유지했다. 이야간은 1932년 ~ 1939년에 국방성 장관, 1939년 ~ 1945년에 방어수단조직성 장관, 1945년 ~ 1948년에 재무성 장관, 1951년 ~ 1954년 및 1957년 ~ 1969년에 외무성 장관을 역임했다. 이야간은 1965년에서 1969년까지 타나스터(부수상)을 지냈다.